# 575 Рената
575 Рената (575 Renate) — астероїд головного поясу, відкритий 19 вересня 1905 року Максом Вольфом у Гейдельберзі.